# Orthothecium lapponicum
Orthothecium lapponicum là một loài Rêu trong họ Hypnaceae. Loài này được (Schimp.) C. Hartm. mô tả khoa học đầu tiên năm 1871.